# Chambishi

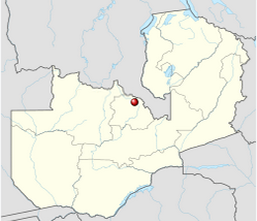
Lagekarte von Chambishi, östlich von Kitwe in der Provinz Copperbelt in Sambia

Chambishi ist eine Bergbaustadt 28 Kilometer östlich von Kitwe in der Provinz Copperbelt in Sambia. Sie wurde 1964 gegründet und setzt sich aus ursprünglich fünf Dörfern zusammen, die um einen Kupfertagebau liegen. Der nahe Fluss Kafue bietet das dafür nötige Wasser. Chambishi hat 34.888 Einwohner (2022) und liegt etwa 1300 Meter über dem Meeresspiegel.

## Wirtschaft
Chambishi wird heute wie Maamba von chinesischen Investoren dominiert, so wurde Chambishi Mining von chinesischen Firmen gekauft. Sino-Metals Leach Zambia produziert 8000 t Kupferkathoden pro Jahr, eine Investition von 15 Millionen US-Dollar, einen jährlichen Umsatz von 60 Millionen US-Dollar und staatliche Steuergewinne von 20 Millionen US-Dollar. Daneben betreiben die Sino-Acid Zambia, Tochter von China Non-Ferrous Metals Group Corporation und China Hainan Sino-Africa Mining Investment, eine Säurefabrik mit 220 Beschäftigten für 40.000 Tonnen Säure im Jahr mit einer Investition von 4,6 Millionen US-Dollar, einem jährlichen Umsatz von 8 Millionen US-Dollar und staatlichen Steuergewinnen von 2,5 Millionen US-Dollar.
Im November 2006 wurde zwischen China und Sambia ein Abkommen geschlossen über die Errichtung einer Kupferschmelze mit einem jährlichen Ausstoß von 150.000 Tonnen ab 2008. Die Kosten betragen 220 Millionen US-Dollar, die China finanziert. Es werden 1000 Jobs erwartet und eine Steigerung der Exporterlöse um 450 Millionen US-Dollar.

## Persönlichkeiten
- Francisco Mwepu (* 2000), Fußballspieler